# De lijn van de horizon
De lijn van de horizon (Il filo dell'orizzonte) is een novelle van de Italiaanse schrijver Antonio Tabucchi. Het werk doet denken aan een detective, maar is dat niet.
Il filo dell’orizzonte is in 1986 voor het eerst in Italië verschenen.
In Nederland verscheen de eerste vertaling in 1988 van de hand van Anthonie Kee onder de titel: De lijn van de horizon.

## Verhaal
Het verhaal speelt zich af in en rond de Italiaanse havenstad Genua. Het hoofdpersonage is Spino, een medewerker in een mortuarium. De inspiratie voor deze naam kwam deels door de filosoof Spinoza. Spino heeft een relatie met Sara en is bevriend met de hoofdredacteur, Corrado, van de plaatselijke krant. Op een avond wordt er het lichaam van een jongeman binnengebracht door vijf agenten onder wie er één zwaargewond is. De jongeman is gedood tijdens een inval van de politie in zijn appartement. Over de identiteit van de jongeman is niets bekend. Spino wordt door Corrado aangespoord om de identiteit van de jongeman te achterhalen. Spino’s zoektocht is geen gewone zoektocht. Hij bewandelt andere wegen dan men zou verwachten. Spino weet het jasje wat de jongen droeg terug te leiden naar een kleermaker en vanaf dat bezoek heeft Spino de ene vreemde ontmoeting na de andere met mensen die een vaag idee kunnen hebben over de identiteit van de jongeman. Aan het einde van de roman heeft Spino een ontmoeting met iemand die hem eindelijk de identiteit van de jongeman kan onthullen. Maar wanneer Spino klokslag middernacht op de afgesproken plek is, is daar niemand en zo eindigt de roman. 
Al lezende in de novelle, wordt het de lezer duidelijk dat er meer gaande is dan enkel de zoektocht naar de identiteit van een dode jongeman. Spino is naar meer op zoek, hij is op zoek naar hetgeen achter de horizon ligt en de vraag is maar of hij datgene achter de horizon ooit zal vinden. 
Deze zoektocht naar meer dan wat er is, is kenmerkend voor de verhalen van Antonio Tabucchi. In veel van zijn verhalen speelt de horizon en hetgeen er achter zou kunnen liggen, een belangrijke rol. Ook de stad Genua speelt een grote rol in het verhaal. Niet de toeristische highlights maar de steegjes en de dokken van de havenstad, de rafelrand van de stad die overgaat in het platteland, en de beroemde begraafplaats Staglieno waar een geplande ontmoeting (niet) plaatsvindt. De auteur heeft beslist Bruges la morte van Georges Rodenbach gelezen, en omgekeerd heeft Ilja Leonard Pfeijffer haast zeker kennisgenomen van Tabucchi’s werk.